# Samsung SGH-A167
De Samsung SGH-A167 is een mobiele telefoon uitgebracht door Samsung Electronics. De mobiele telefoon kreeg als motto "This flip is hip".

## Ontvangst
CNET gaf de telefoon twee en een halve ster uit de vijf (over het algemeen een waardering van 50%). De telefoon werd geprezen voor zijn betamelijke geluidskwaliteit en intuïtieve menu's, maar werd ook bekritiseerd voor zijn slecht ontworpen besturing, toetsenbord en fotokwaliteit.